# راه‌آهن گوتهارد
راه‌آهن گوتهارد (آلمانی: Gotthardbahn) یک خط راه‌آهن در کشور سوئیس است.
این خط که در سال ۱۸۸۲ تأسیس شده از شهر کوسناخت آغاز و در کیاسو به پایان میرسد، خط گوتهارد با ۲۰۶ کیلومتر طول یکی از مسیرهای مهم اتصال خط راه‌آهن شمال به جنوب اروپا است، بخشی از این خط از تونل پایه گوتهارد و تونل گوتهارد عبور می‌کند.

## نگارخانه

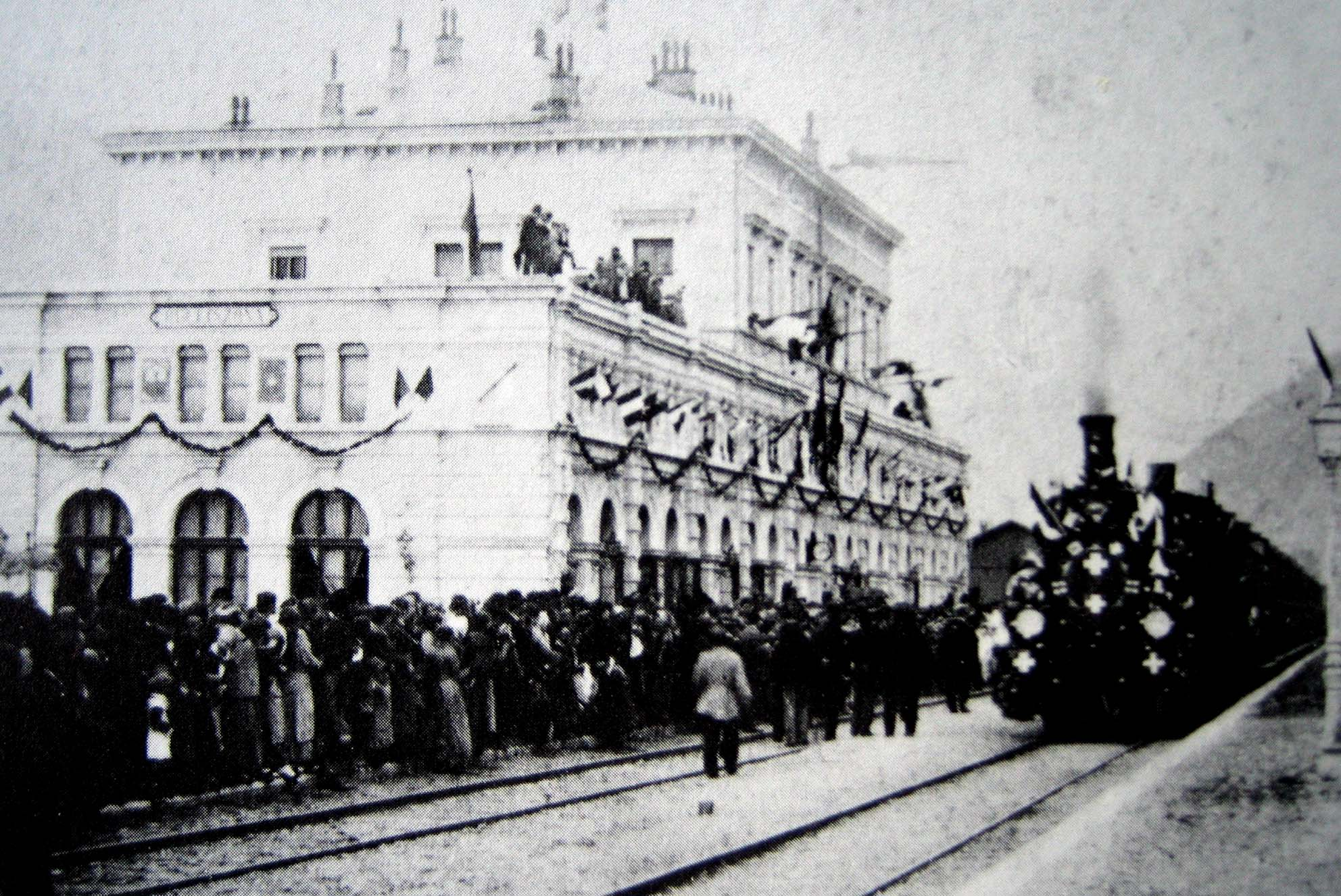
۱۸۸۲
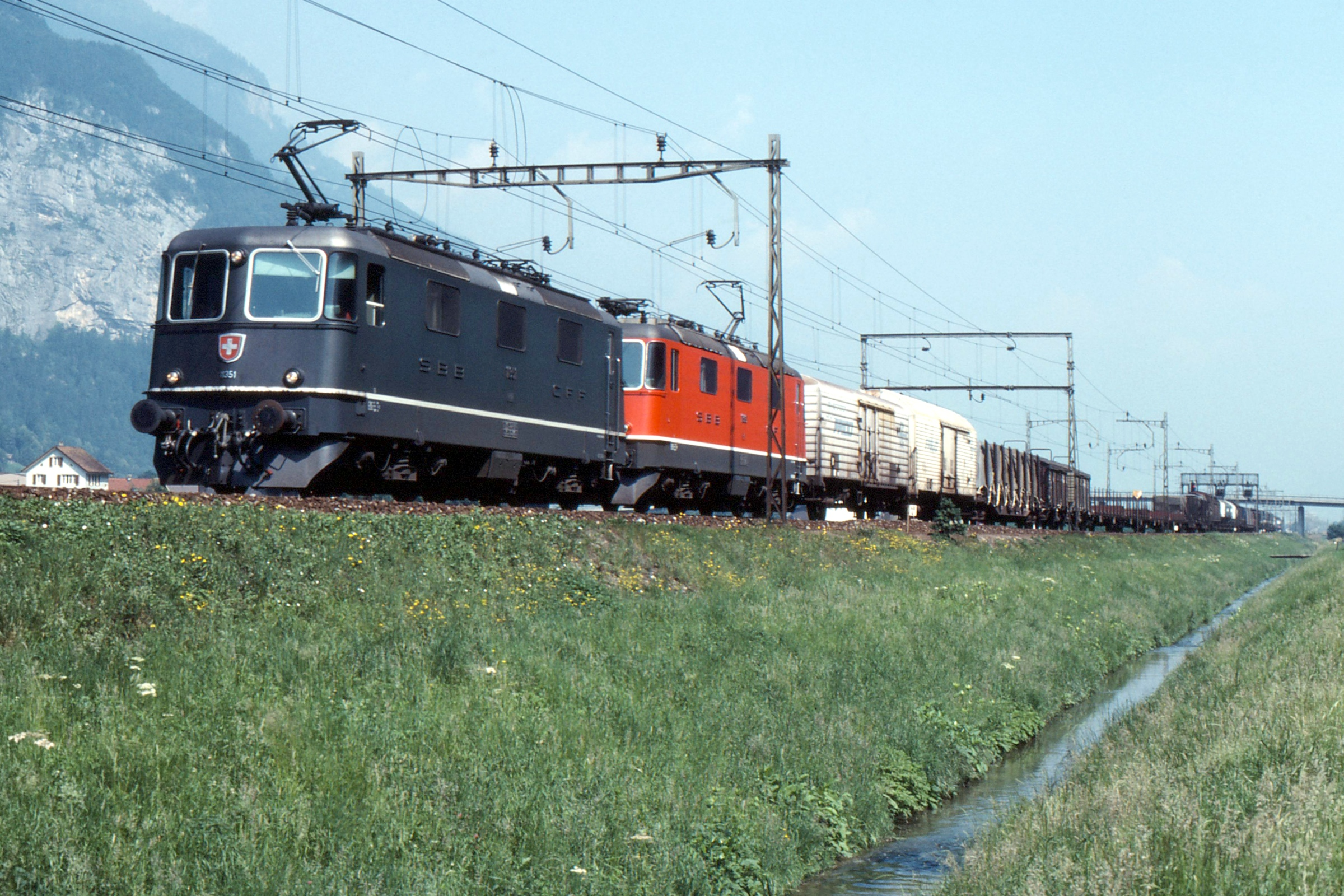
۱۹۸۴
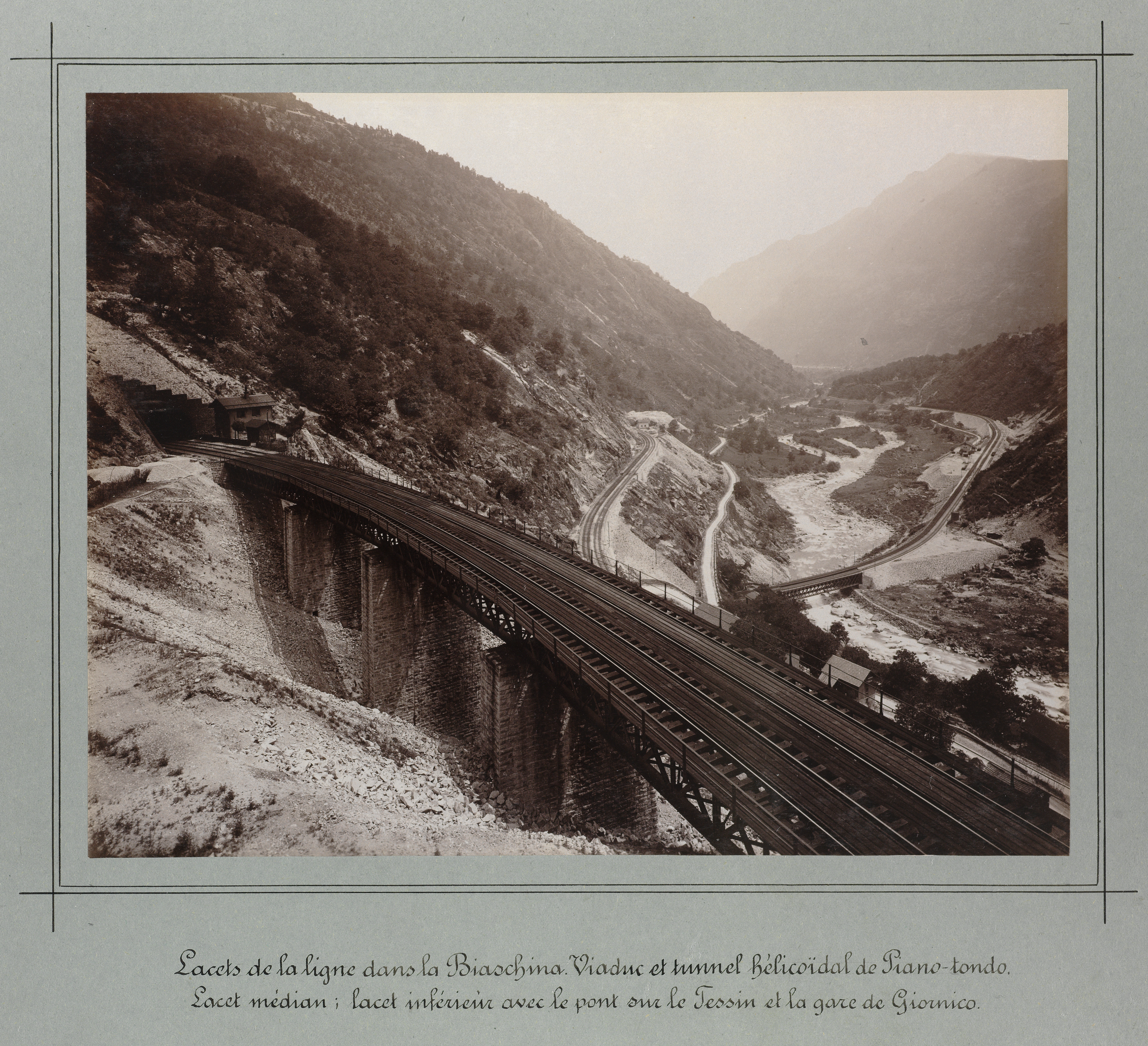
۱۸۹۲
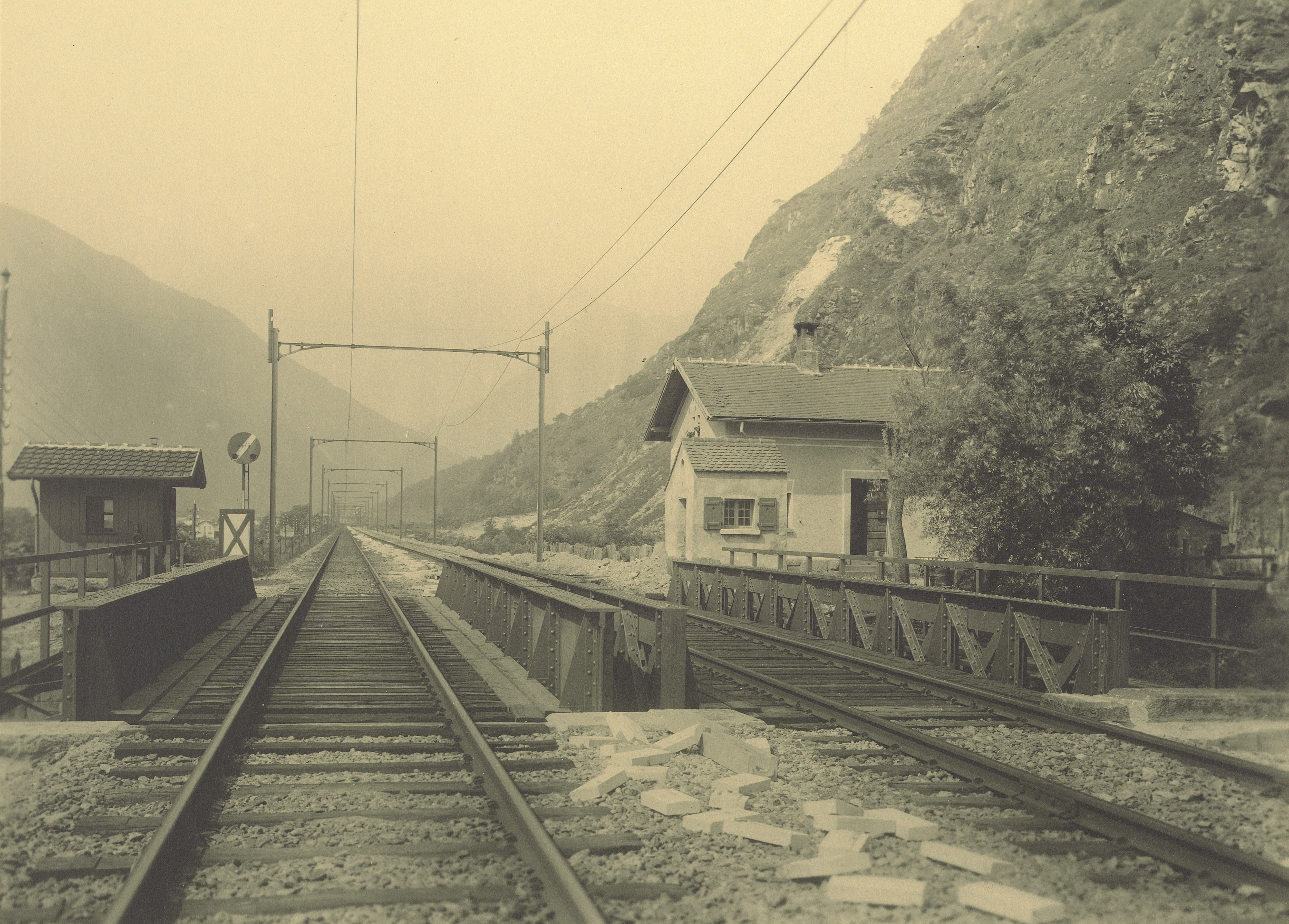
۱۹۲۰
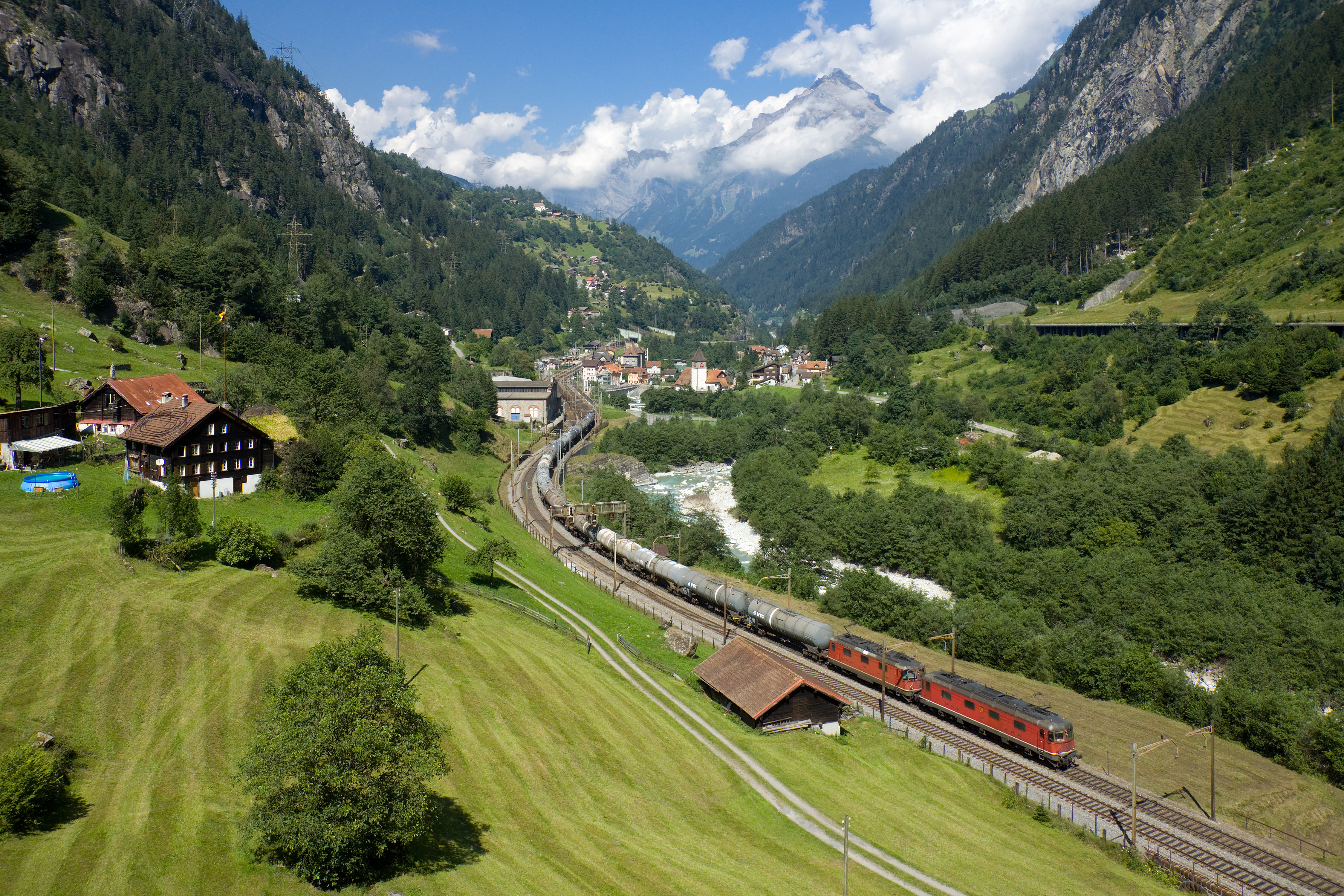
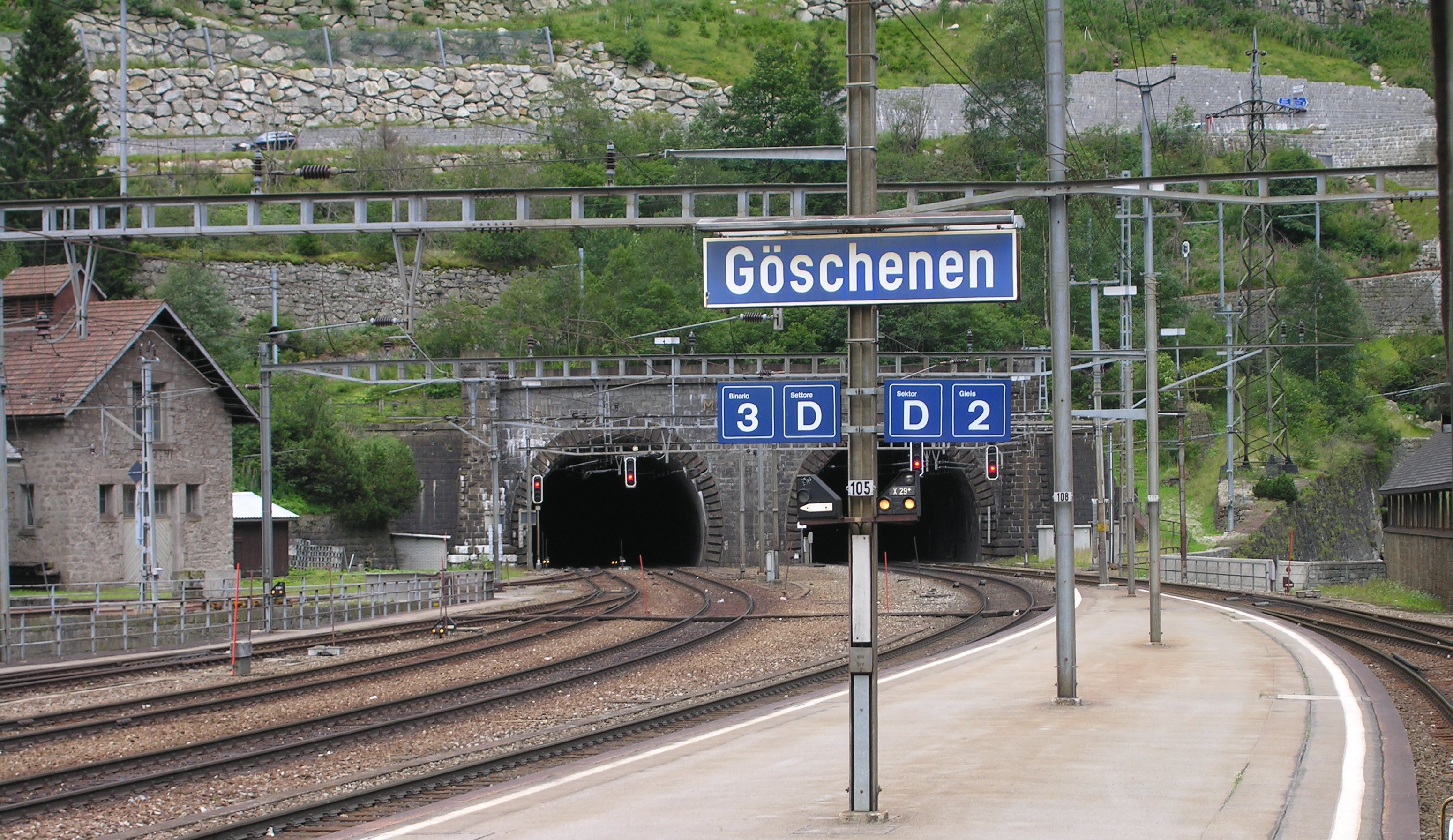
تونل گوتهارد
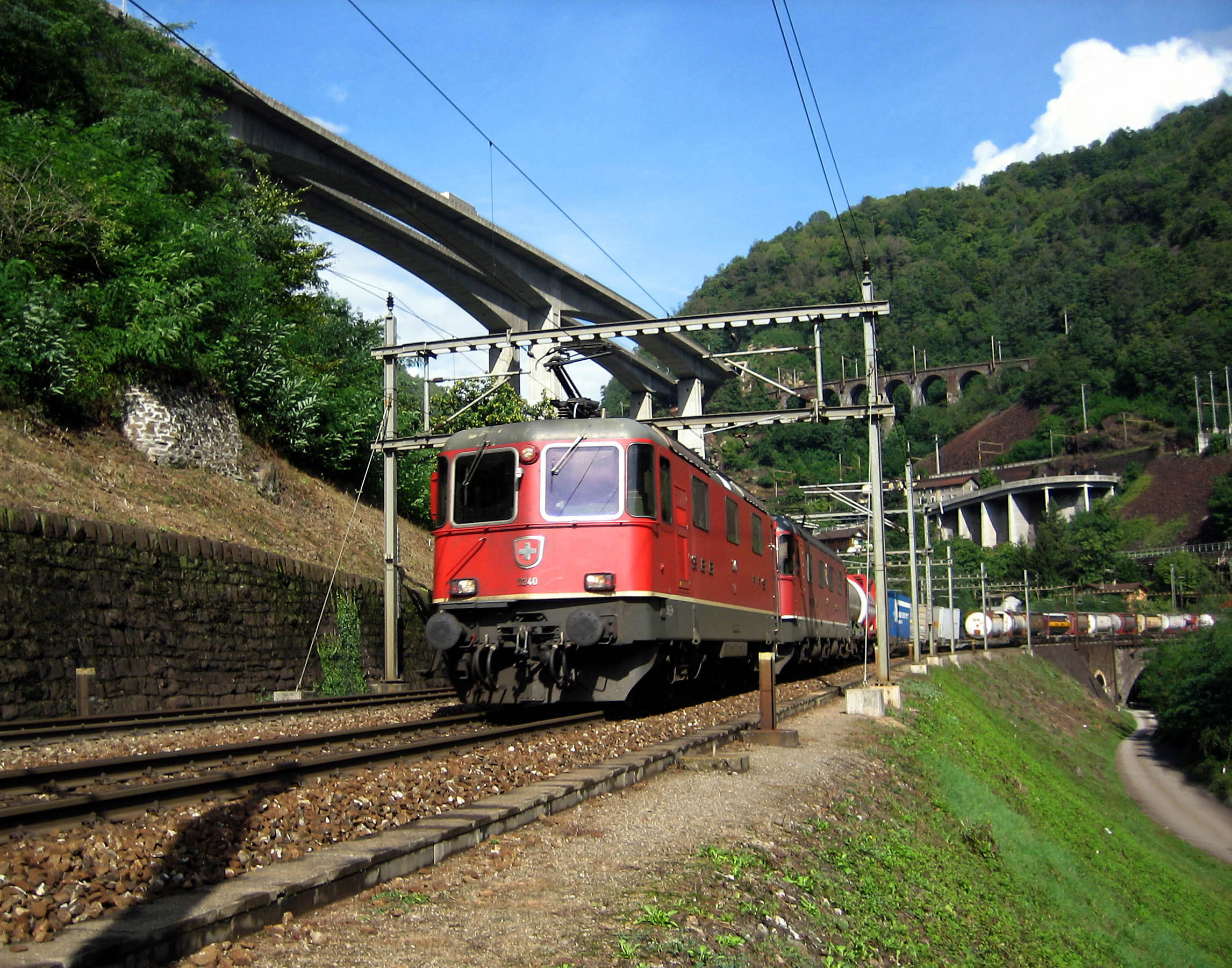
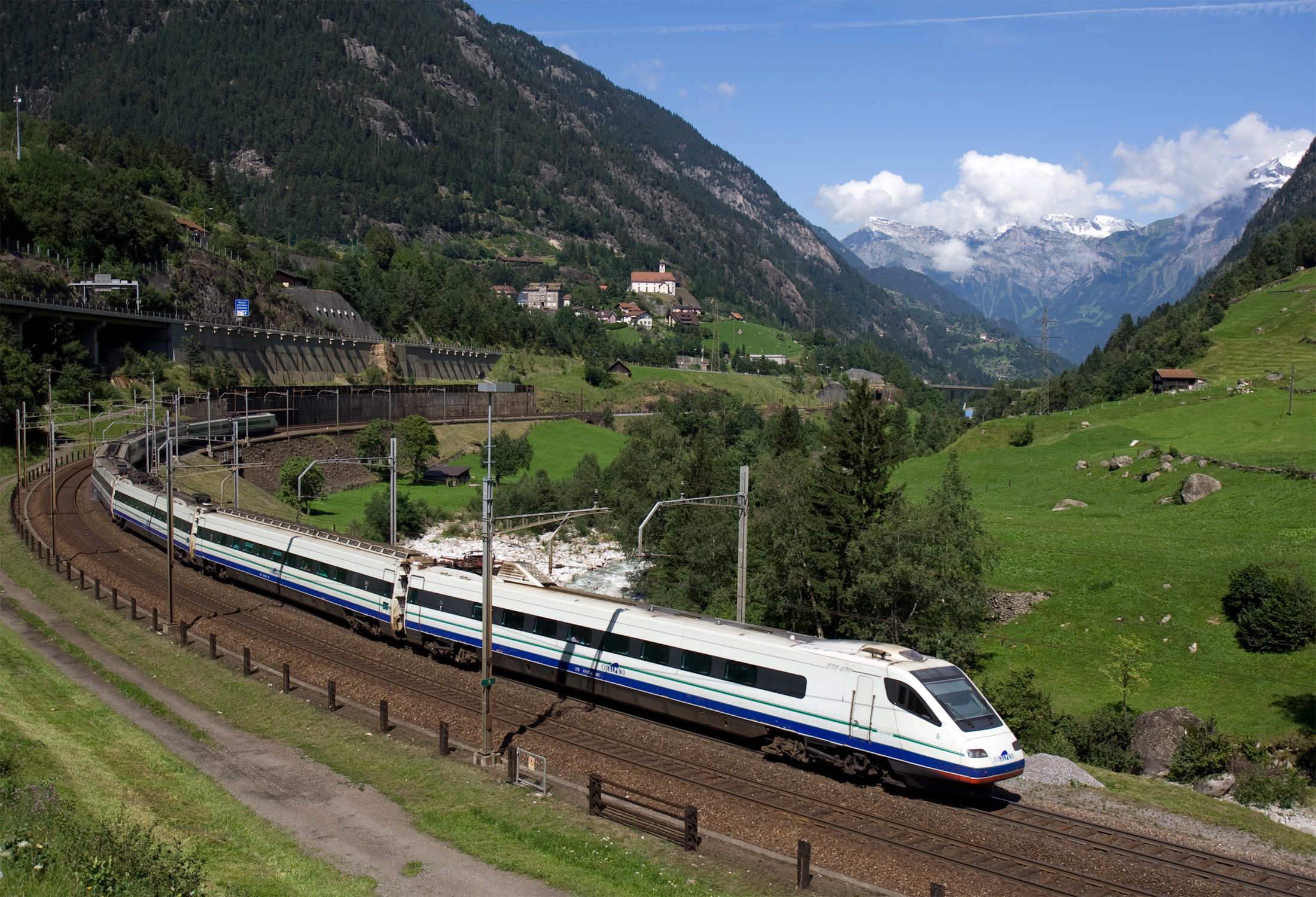
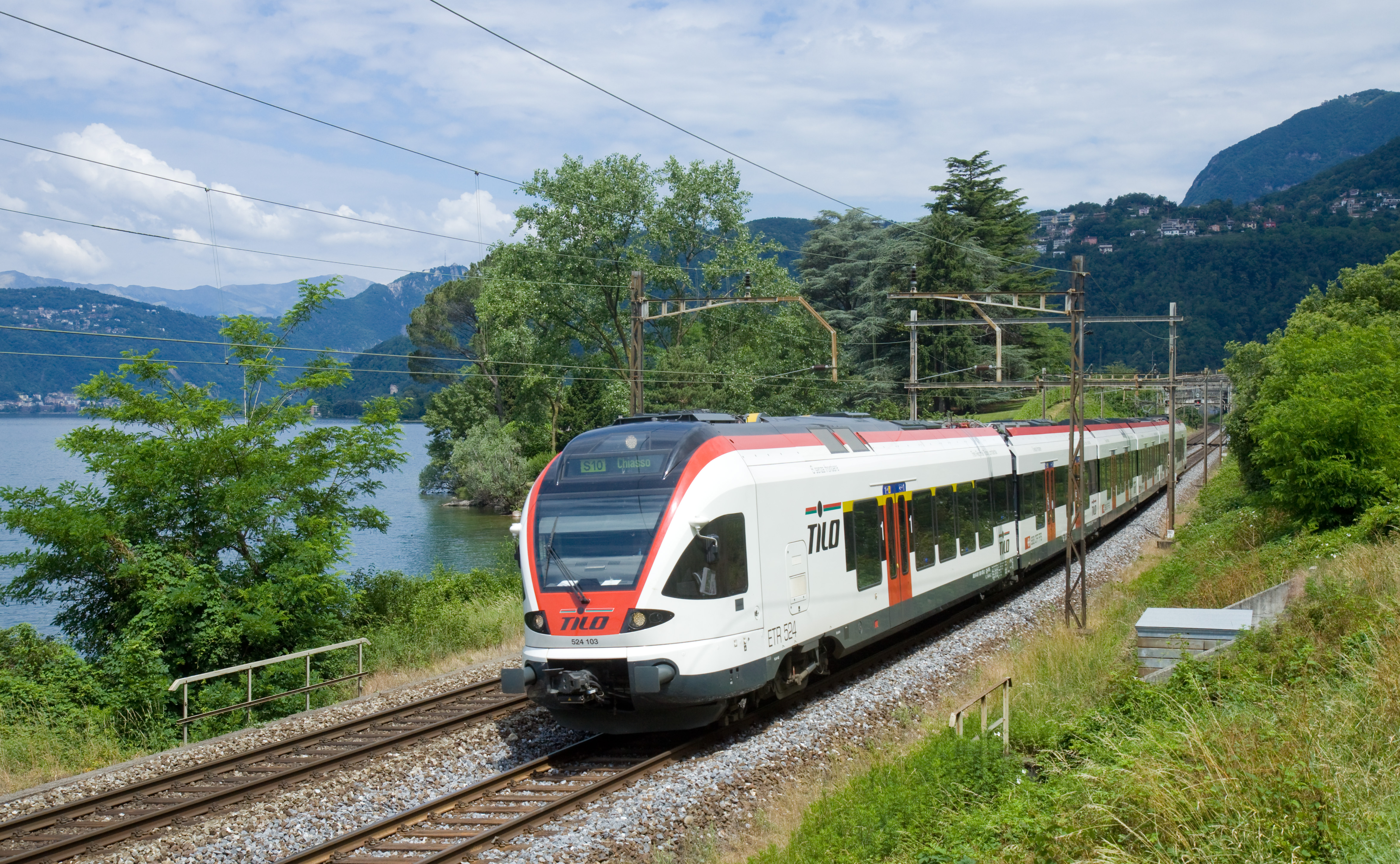